# Dorfkirche Brunne

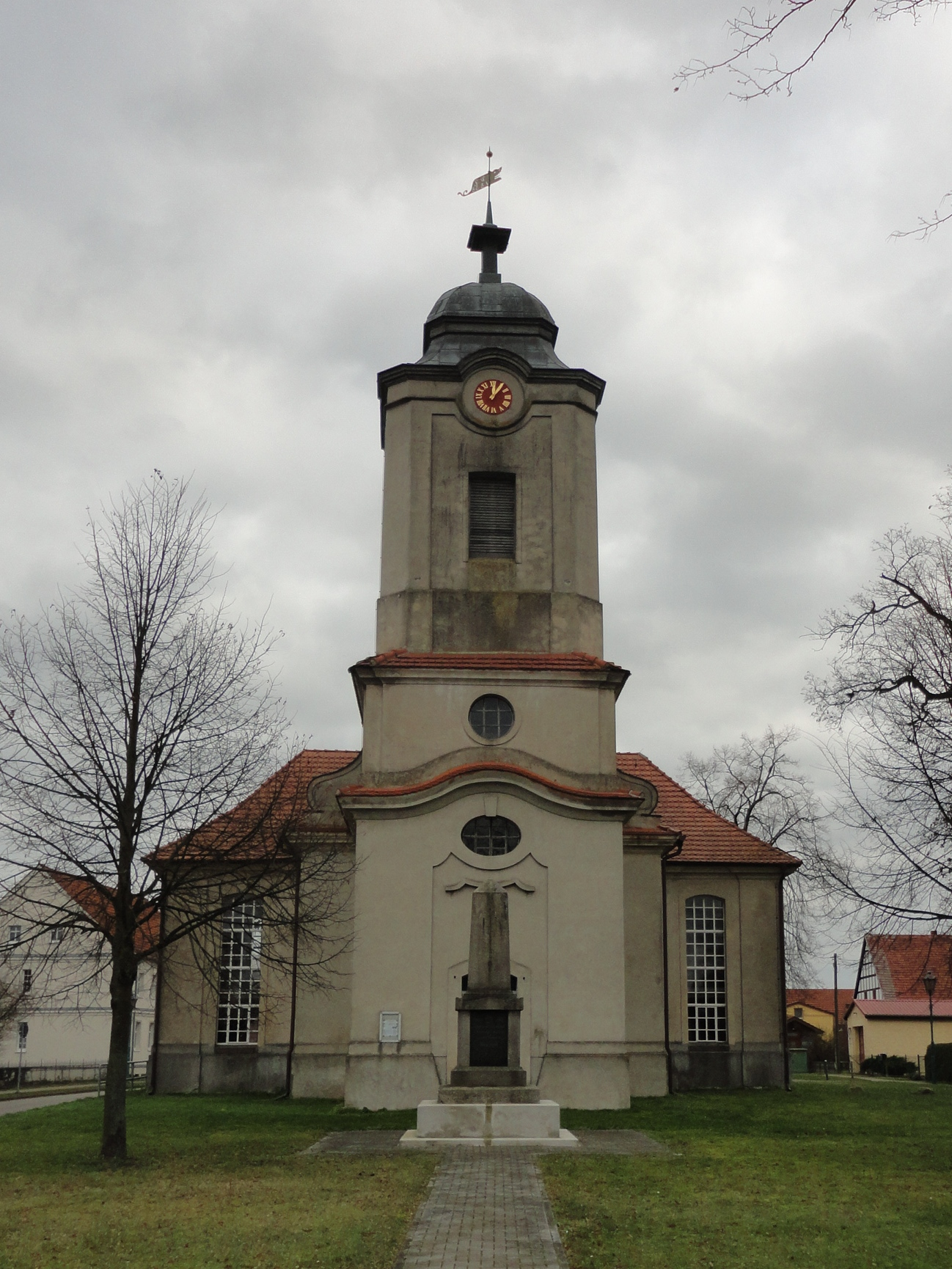
Dorfkirche Brunne

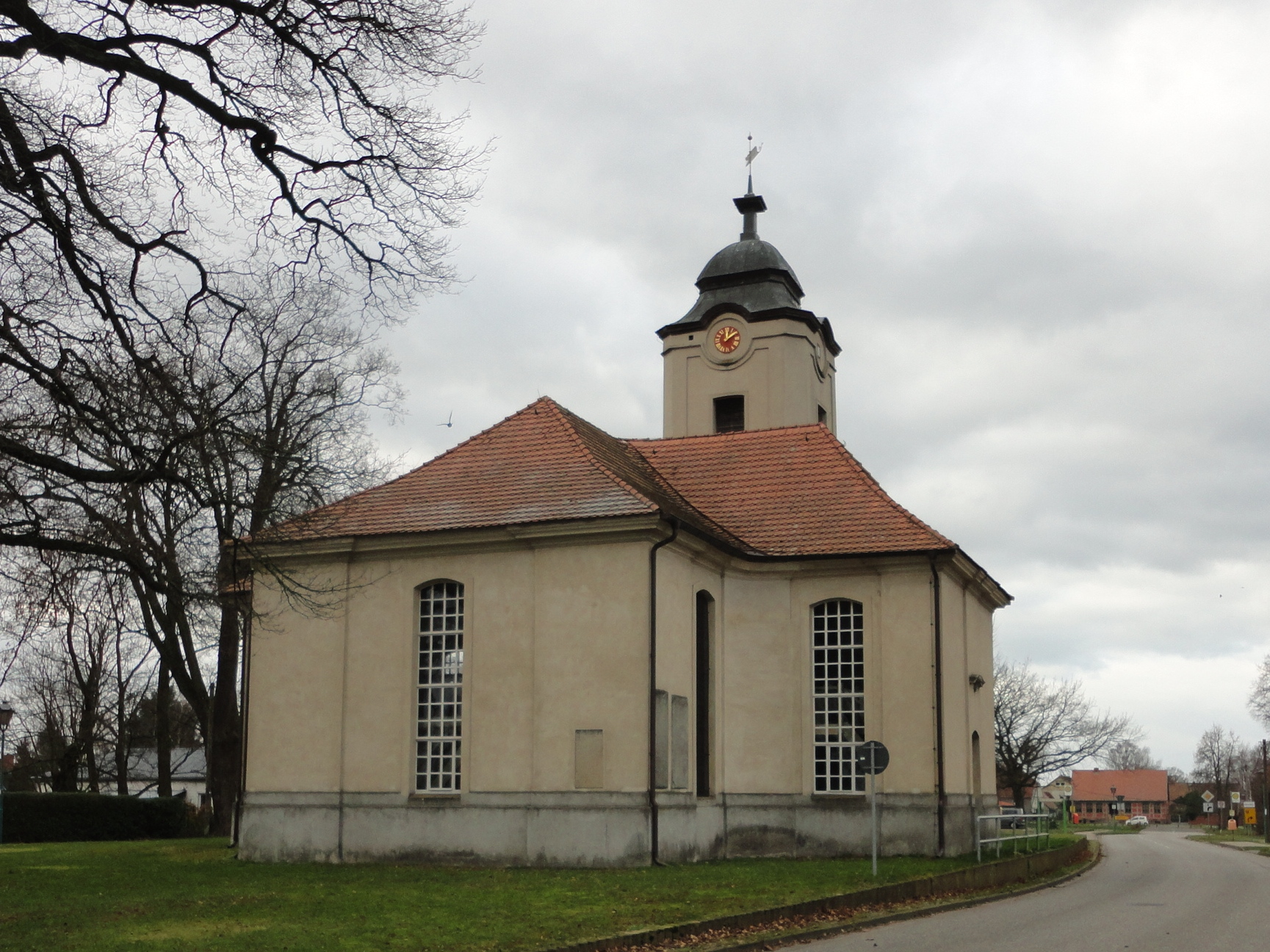
Nordostansicht

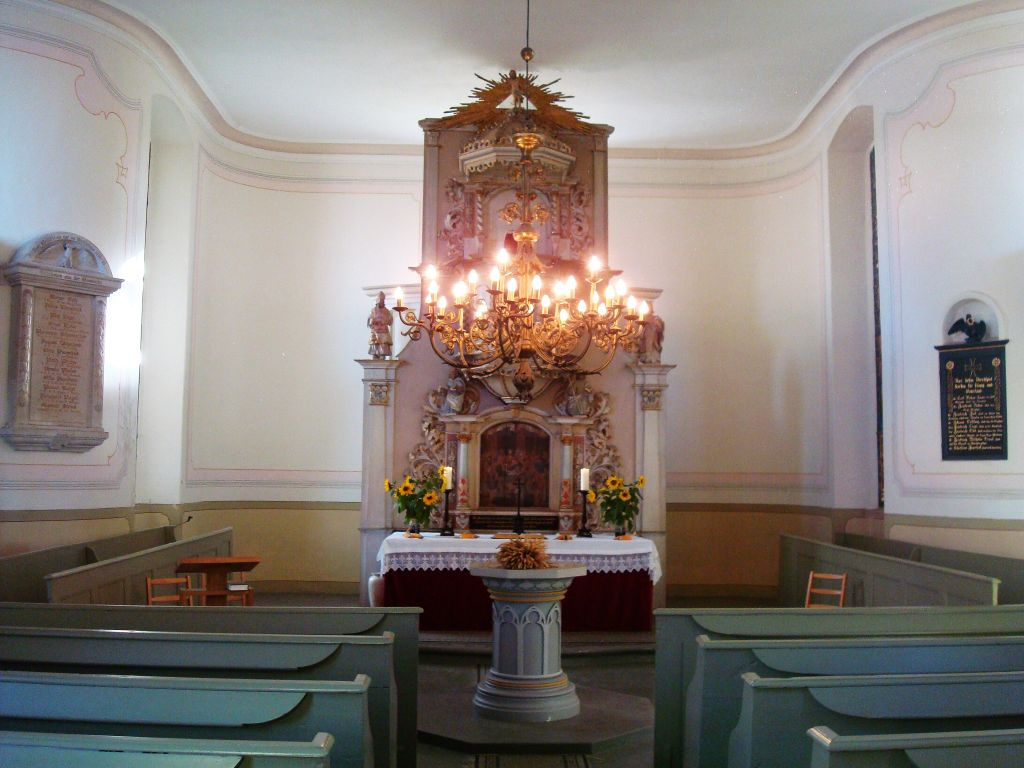
Kanzelaltar

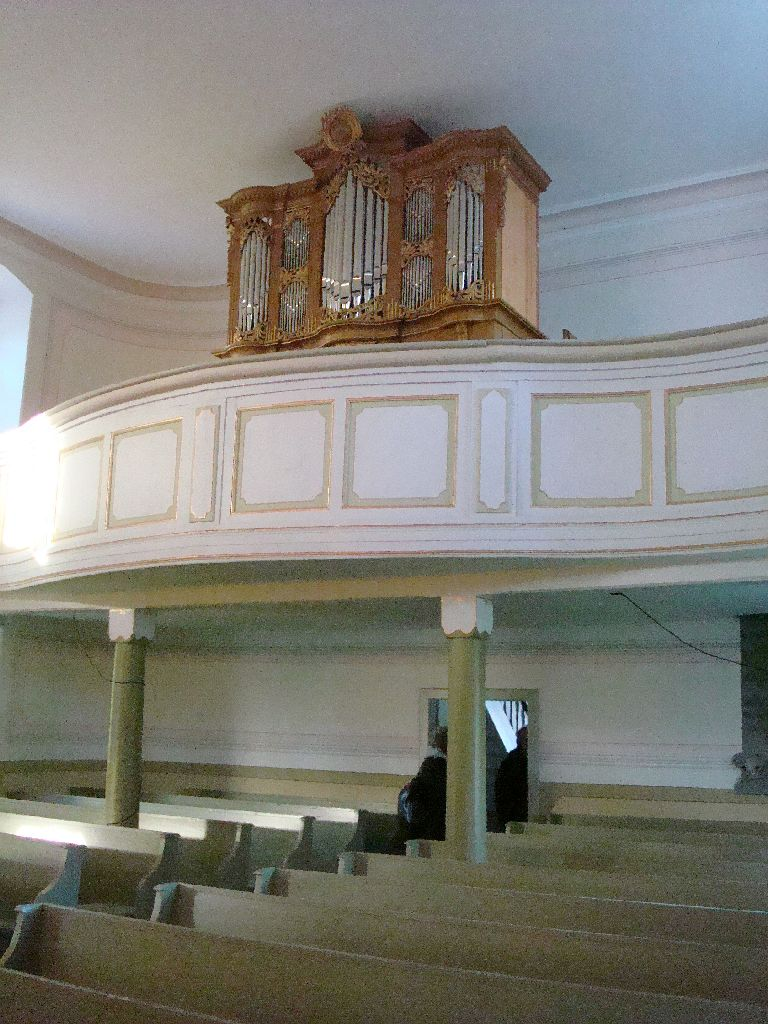
Innenraum, Blick zur Orgel

Die evangelische Dorfkirche Brunne ist ein barocker Zentralbau im Ortsteil Brunne von Fehrbellin im Landkreis Ostprignitz-Ruppin in Brandenburg. Sie gehört zum Pfarrsprengel Karwesee im Kirchenkreis Nauen-Rathenow der Evangelischen Kirche Berlin-Brandenburg-schlesische Oberlausitz.

## Geschichte und Architektur
Die Kirche liegt leicht erhöht auf dem Anger des Dorfes und wurde als verputzter Zentralbau in den Jahren 1756/1757 über kreuzförmigem Grundriss erbaut. Die Patronatsherren waren zu dieser Zeit die von Zieten, nach 1775 unterstand die Kirche der Krone mit dem Kompatronat derer von Zieten. Sie wird von einem dreifach abgesetzten, wirkungsvoll gegliederten Westturm mit einer niedrigen Schweifhaube akzentuiert und ist von Walmdächern gedeckt. Die drei Portale sind mit geschwungenen Verdachungen versehen, das Bauwerk wird von hohen Sprossenfenstern mit Stichbogen und Schlussstein erhellt. Der hölzerne Vorgängerbau von 1643 wurde 1755 abgebrochen. Die heutige Kirche wurde 1898 durch Theodor Prüfer restauriert, wobei die Ostempore in den Westen versetzt, eine Sakristei eingerichtet und das Bauwerk neu ausgemalt wurde. Im Jahr 1944 wurden durch Bomben die Kirchenfenster zerstört.
Das Innere wird von einer Putzdecke mit flacher Voute abgeschlossen. In den Querflügeln und im Westen sind leicht vorschwingende Emporen eingebaut.

## Ausstattung

### Kanzelaltar
Das Hauptstück der Ausstattung ist ein reich geschmückter Kanzelaltar aus der Entstehungszeit. Der zweigeschossige hölzerne Aufbau zeigt im breiteren unteren Teil ein Gemälde mit Darstellung des Abendmahls, das von Säulen und Akanthusornamenten gerahmt wird, im schmaleren oberen Teil ist die Kanzel angebracht, die in den bemalten Feldern Christus und die vier Evangelisten zeigt. Seitlich sind vier Schnitzfiguren angeordnet, die Moses und Aaron sowie wahrscheinlich die Apostel Petrus und Paulus darstellen.

### Taufstein
Der Taufstein ist neugotisch gestaltet und wurde zur hundertjährigen Kirchweihe 1857 gestiftet. Das schlichte Gemeindegestühl stammt aus den Jahren 1756/1757.

### Grabplatte
Eine Grabplatte für Hans Christian von Ziethen († 1739) aus Sandstein zeigt eine Inschrifttafel mit wohlgestaltetem Dekor. Außen sind drei weitere Inschriftgrabsteine des 18. Jahrhunderts zu finden.

### Orgel

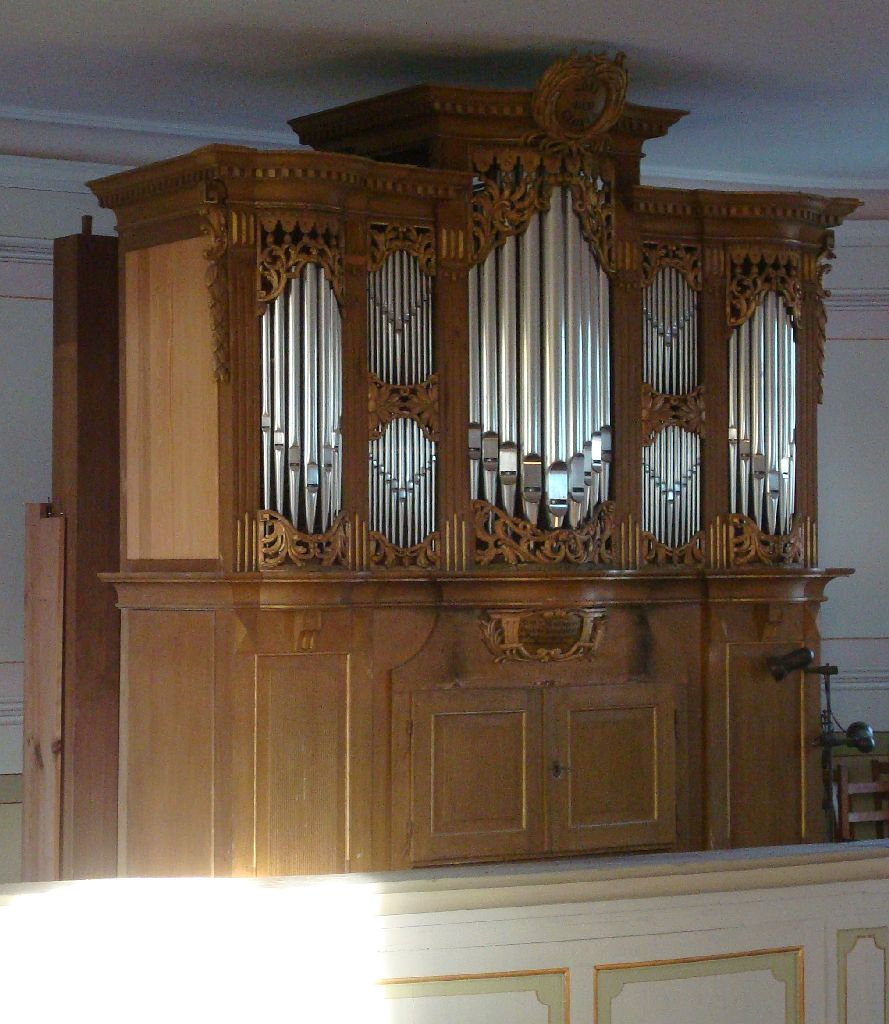
Subbaß 16′ freistehend hinter Gehäuse und Stimmgang.

Die Orgel ist ein Werk von Ernst Julius Marx aus dem Jahr 1796 mit neun Registern auf einem Manual und Pedal. Die Basspfeifen sind hierbei freistehend hinter dem Gehäuse angeordnet. Die Orgel war bereits in den Jahren 1859 durch Friedrich Hermann Lütkemüller und 1893 durch Albert Hollenbach überarbeitet worden. Im Jahr 1917 mussten die Prospektpfeifen für Kriegszwecke abgegeben werden. Sie wurden 1923/1924 von der Firma Alexander Schuke (Potsdam) durch Zinkpfeifen ersetzt. 1997 restaurierte die Firma Karl Schuke Berliner Orgelbauwerkstatt das Orgelwerk.
Die Disposition lautet:
| Manual CD–d3 |       |
| Gedackt      | 8′    |
| Principal    | 4′    |
| Rohrflöte    | 4′    |
| Nasard       | 3′    |
| Octave       | 2′    |
| Quinte       | 1 ⁄3′ |
| Cornet III   |       |
| Mixtur III   |       |

| Pedal CD–c1 |     |
| Subbaß      | 16′ |

- Koppeln: Pedalkoppel
- Calcant